# Anna da Palma
Ana José Fialho Ramos da Palma (* 16. Oktober 1963 in Lissabon) ist eine französisch-portugiesische Filmregisseurin und Drehbuchautorin.

## Werdegang
Ihre Eltern stammen aus der Region Alentejo und wanderten 1968 nach Frankreich aus, während sie bei den Großeltern in Amadora (Großraum Lissabon) blieb. 1977 folgte sie ihren Eltern nach Saint-Omer, wo sie weiter aufwuchs und ihr Abitur machte. Im Anschluss ging sie an die Universität Lille, um Geschichte zu studieren.
An der Universität begann sie in einer Theatergruppe zu schauspielern. Nachdem sie dort von einem Schauspielkollegen gebeten wurde, Kostümbildnerin für sein Kurzfilmprojekt zu sein, wandte sie sich dem Film zu. Sie wurde Regieassistentin u. a. für Xavier Beauvois (Vergiss nicht, dass du sterben musst, 1995), Pierre Boutron (Fiesta, 1995) und Graham Guit (Le ciel est à nous, 1997).
1999 begann sie eine Drehbuch-Ausbildung an der Filmhochschule La Fémis. In dem Rahmen entstand das Drehbuch zu ihrem Film Sem Ela. Nach einem ersten Kurzfilm 2000 wurde Sem Ela 2003 ihre erste beachtete Regiearbeit. Der Film feierte seine Premiere beim Filmfestival von Cannes 2003 und lief auf einigen Filmfestivals, vor allem in Frankreich und Portugal. Beim portugiesischen Caminhos-do-Cinema-Português-Filmfestival in Coimbra erhielt sie für Sem Ela ihren ersten Filmpreis.
Neben weiterer Arbeit als Regieassistentin, u. a. für Alain-Michel Blanc (Tödliche Nebenwirkungen, 2000) und Fabienne Godet (Nos vies formidables, 2018), schrieb sie einige Drehbücher, auch für eigene Regiearbeiten, insbesondere Telma demain (2005). 2008 folgte die Episode Lisbon Calling für die Kurzfilm-Miniserie Caméra de poche, seither ist sie wenig im Filmbetrieb tätig.

## Filmografie

### Regie
- 2000: Bienvenue (Kurzfilm) -auch Drehbuch-
- 2003: Sem Ela (Sans Elle) -auch Drehbuch-
- 2005: Telma demain -auch Drehbuch-
- 2008: Lisbon Calling (Fernsehfilm, Kurzfilm) -auch Drehbuch-

### Drehbuch
- 2000: Bienvenue (Kurzfilm) -auch Regie-
- 2003: Lune (Kurzfilm); Regie: Hubert Gillet
- 2003: Sem Ela (Sans Elle) -auch Regie-
- 2005: Telma demain -auch Regie-
- 2008: Lisbon Calling (Fernsehfilm, Kurzfilm) -auch Regie-
- 2009: Dans tes bras; Regie: Hubert Gillet